# Ченалош
Ченалош (рум. Cenaloș) — село у повіті Біхор в Румунії. Входить до складу комуни Чухой.
Село розташоване на відстані 436 км на північний захід від Бухареста, 26 км на північний схід від Ораді, 121 км на північний захід від Клуж-Напоки.

## Населення
За даними перепису населення 2002 року у селі проживали 323 особи.
Національний склад населення села:
| Національність | Кількість осіб | Відсоток |
| -------------- | -------------- | -------- |
| румуни         | 228            | 70,6%    |
| угорці         | 95             | 29,4%    |

Рідною мовою назвали:
| Мова      | Кількість осіб | Відсоток |
| --------- | -------------- | -------- |
| румунська | 232            | 71,8%    |
| угорська  | 91             | 28,2%    |